# Todo (álbum)
Todo es el decimonoveno álbum de estudio del cantautor mexicano Juan Gabriel, lanzado al mercado por Ariola Records en 11 de junio de 1983. Después del éxito de sus boleros, retoma nuevamente la ranchera con el que es su disco más vendido en este género. Con arreglos de Chuck Anderson, legendario músico de orquestas de origen estadounidense y que fue primer trombonista en la big band de Glenn Miller, hallan un estilo peculiar para agregarle al mariachi figuras de trompetas poco usadas en este género, además de las interpretaciones en armonías y la jocosidad de algunas canciones dieron como resultado un éxito rotundo. El primer sencillo en promoción y venta fue «No vale la pena» y «Caray», en los Estados Unidos vende un millón de copias este sencillo y se coloca en primer lugar radial.

## Lista de canciones
| N.º | Título                          | Duración |  |
| 1.  | «No vale la pena»               | 2:32     |  |
| 2.  | «Caray»                         | 3:49     |  |
| 3.  | «Todo»                          | 2:27     |  |
| 4.  | «Nada Más Decídete»             | 2:07     |  |
| 5.  | «Yo Me Voy»                     | 3:06     |  |
| 6.  | «La Farsante»                   | 2:55     |  |
| 7.  | «Ya No Quiero Volver Con Usted» | 2:32     |  |
| 8.  | «La Madrileña»                  | 4:12     |  |
| 9.  | «Isi»                           | 3:35     |  |
| 10. | «Tengo Que Olvidar»             | 3:16     |  |